# Socialförsäkringsutredningen
Socialförsäkringsutredningen, eller den parlamentariska socialförsäkringsutredningen, är en av Sveriges regering år 2015 tillsatt utredning med uppdraget är att se över de allmänna socialförsäkringarna vid sjukdom och arbetslöshet och överväga förändringar inför framtiden. 

## Ledamöter
- Gunnar Axén (M), ordförande
- Tomas Eneroth (S)
- Lars-Anders Häggström (S)
- Patrik Björck (S)
- Lotta Finstorp (M)
- Kajsa Lunderquist (M)
- Tomas Tobé (M)
- Gunvor G Ericson (MP)
- Johan Pehrson (FP)
- Fredrick Federley (C)
- Sven-Olof Sällström (SD)
- LiseLotte Olsson (V)
- Lars Gustafsson (KD)